# Vampires (pel·lícula de 2010)
Vampires és una pel·lícula belga dirigida per Vincent Lannoo, estrenada el 2010.

## Sinopsi
Un fals documental sobre una comunitat de vampirs belgues.

## Repartiment
- Carlo Ferrante : George
- Vera Van Dooren : Bertha
- Pierre Lognay : Samson
- Fleur Lise Heuet : Grâce
- Bénédicte Bantuelle : « La viande »
- Baptiste Sornin : Bienvenu
- Selma Alaoui : Elisabeth
- Arnaud Maillard : Steve
- Paul Ahmarani : Adélard
- Julien Doré : Jean-Paul
- Alexandra Kamp : Eva
- Thomas Coumans : El petit amic de Grâce
- Vincent Lannoo : L'entrevistador
- Florette Fichefet : La professora de mossegada
- Ian Lauzon : Marc-Antoine Dahou, el psicòleg

## Recepció
Va rebre un diploma de no ficció del Premi Noves Visions al XLIII Festival Internacional de Cinema Fantàstic de Catalunya.